# Skogslångbenslocke
Skogslångbenslocke (Leiobunum rupestre) är en spindeldjursart som först beskrevs av Herbst 1799.  Skogslångbenslocke ingår i släktet Leiobunum, och familjen långbenslockar. Arten är reproducerande i Sverige.